# Anneke van Giersbergen
Anneke van Giersbergen (ur. 8 marca 1973 w Sint-Michielsgestel) – holenderska wokalistka, muzyk i kompozytorka. Van Giersbergen znana jest przede wszystkim z występów w grupie muzycznej The Gathering, której była członkinią w latach 1994–2007. Następnie, w latach 2007–2010 śpiewała w zespole Agua De Annique, którego była założycielką. W latach późniejszych podjęła solową działalność artystyczną oraz założyła nowy zespół pod nazwą Vuur.
Współpracowała ponadto z takimi grupami jak Lawn, Farmer Boys, Ayreon, Napalm Death, Novembers Doom, Moonspell, Globus, Arjen Lucassen, Giant Squid, Devin Townsend, Anathema, Amorphis i Within Temptation.

## Życiorys

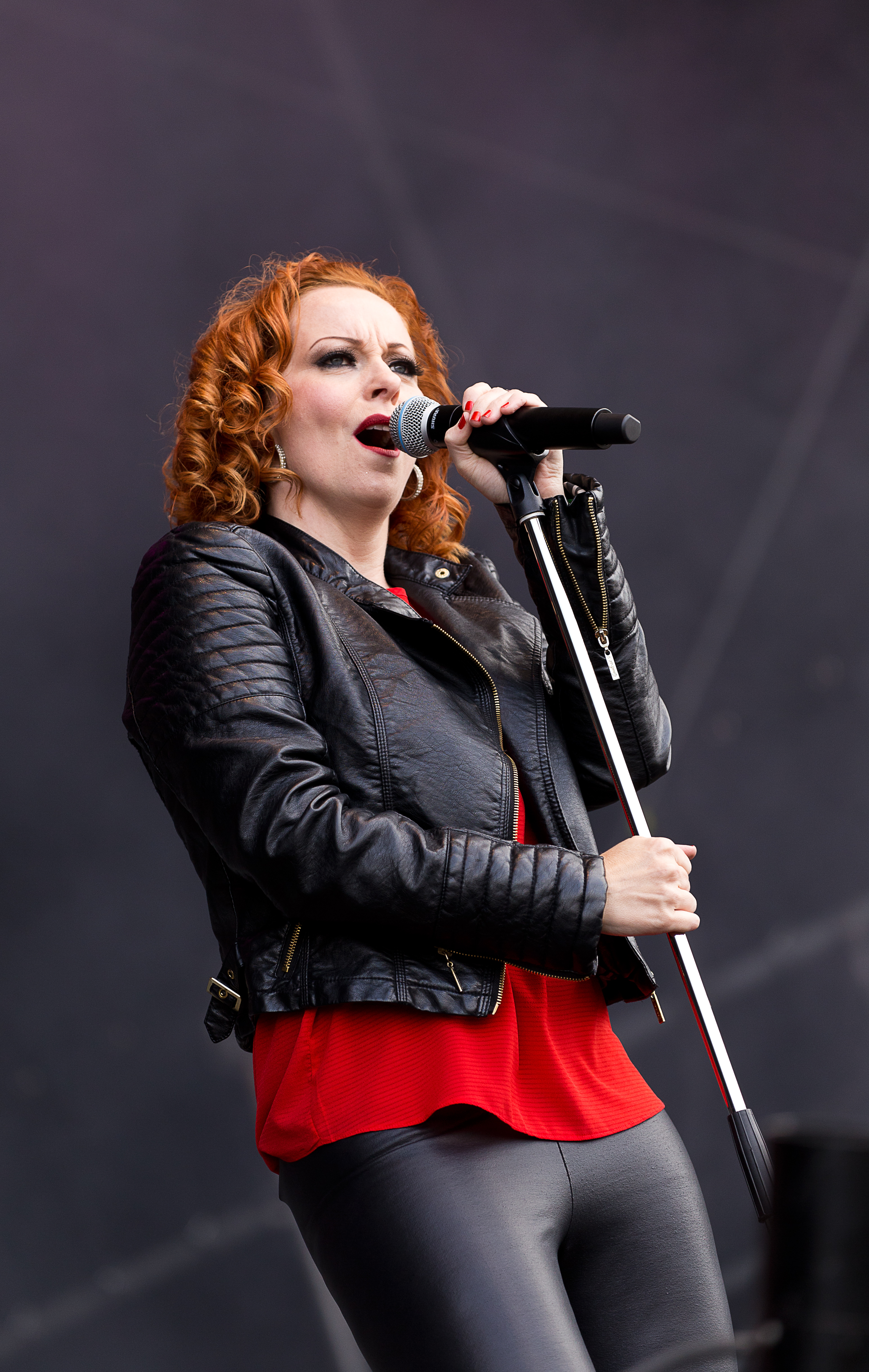
Anneke van Giersbergen, 2015

W wieku 12 lat dołączyła do chóru szkolnego, później dołączyła do swojego pierwszego zespołu rockowego. Współpracowała z wieloma grupami zanim stała się częścią duetu Bad Breath, który grał mieszankę bluesa, jazzu, folk i funk. W 1994 wstąpiła do The Gathering, z którego jest najbardziej znana.
W 1998 wystąpiła na płycie Into the Electric Castle w Ayreon, album opowiadał historię porwania ośmiu ludzkich dusz z różnych czasów przez obce istoty. Anneke przedstawiła egipską kobietę z czasów faraona.
20 lutego 2005 roku urodziła syna o imieniu Finn, którego ma ze swoim mężem Robem Snijdersem.
W 2006 roku pojawiła się na albumie Icon II: Rubicon duetu Wetton / Downes w utworach „To Catch a Thief” i „Tears of Joy”. Ponadto pojawiła się na albumie Napalm Death Smear Campaign w utworach „Weltschmerz” i „In Deference”. W czerwcu tego samego roku wystąpiła również na płycie grupy Globus, Epicon, gdzie zaśpiewała w duecie z Christine Navarro w utworze „Diem Ex Dei” i współtworzyła tekst „Mighty Rivers Run”.
5 czerwca 2007 roku Anneke ogłosiła, że opuszcza The Gathering, by skupić się na nowym projekcie Agua De Annique i spędzać więcej czasu z rodziną. 24 listopada zagrała w piosence „Somewhere” z Within Temptation w Eindhoven. 7 lutego 2008 ponownie wystąpiła w utworze „Somewhere” z Within Temptation w Ahoy Arena w Rotterdamie, który zamieszczony został na koncertowym albumie oraz DVD Black Symphony.
Anneke ponownie zaśpiewała wraz z Ayreon na albumie 01011001, wydanym na początku 2008 roku. Przedstawia ona jedną z postaci „Forever”. Obcą istotę, która porwała jej postać na albumie Into the Electric Castle. Zaśpiewała w utworze „Scorpion Flower” z albumu Night Eternal formacji Moonspell. 3 grudnia 2008 wystąpiła w tej piosence na żywo z Moonspell w 013 w Tilburgu.
Anneke współpracowała z Devinem Townsendem na Addicted z 2009 roku, gdzie zaśpiewała większość piosenek. Pojawiła się jako gość na debiutanckim albumie The Human Experimente, gdzie udział brali również m.in. Robert Fripp, John Wetton, Maynard James Keenan, Adrian Belew.
w 2011 Anneke współpracowała z Yoav Goren w piosence „The Promise”, utworze rozpoczynającym album Break from This World grupy Globus. Jest współautorem tekstów i wokalistką wraz z Lisbeth Scott. Wykonuje utwór „What Could Have Been” death/doom metalowej grupy Novembers Doom.
Anneke udziela się również na albumie Falling Deeper wydanym 5 września 2011, zespołu Anathema. Koncertowała z nimi w Ameryce Południowej śpiewając piosenkę „Everwake”.
W styczniu 2012 roku wydała album pt. Everything Is Changing sygnowany jej nazwiskiem.

## Dyskografia
Albumy
| In Parallel (oraz Danny Cavanagh)               | - Data: 10 września 2009 - Wydawca: Angelic Recordings          | –  |

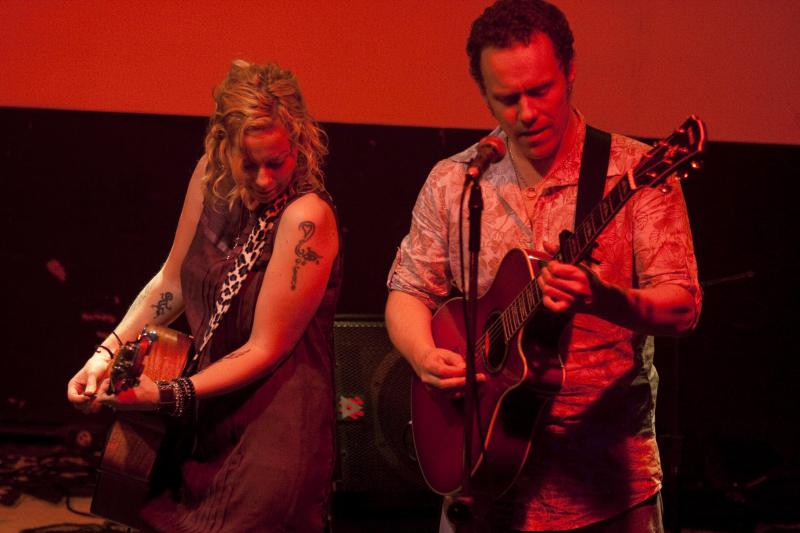
Anneke Van Giersbergen i Danny Cavanagh, 2010

| De Beer Die Geen Beer Was (oraz Martijn Bosman) | - Data: 17 grudnia 2011 - Wydawca: Productiehuis Oost-Nederland | –  |
| Everything is Changing                          | - Data: 20 stycznia 2012 - Wydawca: Agua Recordings             | 11 |
| Drive                                           | - Data: 27 września 2013 - Wydawca: Agua Recordings             | 52 |
| Verloren Verleden (oraz Árstíðir)               | - Data: 12 września 2016 - Wydawca: Agua Recordings             | 83 |
| „–” oznacza, że album nie był notowany.         |                                                                 |    |

Inne
| Album                                                | Rok  | Uwagi | Źródło |
| ---------------------------------------------------- | ---- | --- | ------ |
| Napalm Death – Smear Campaign                        | 2006 | gościnnie śpiew w utworze „In Deference” | [ 10 ] |
| Ayreon – 01011001                                    | 2008 | gościnnie śpiew w utworach „Age of Shadows”, „Comatose”, „Beneath The Waves”, „Face The Facts”, „Glimmer Of Hope”, „Waking Dreams” i „Complete The Circle” | [ 11 ] |
| Moonspell – Night Eternal                            | 2008 | gościnnie śpiew w utworze „Scorpion Flower” | [ 12 ] |
| Within Temptation – Black Symphony                   | 2008 | gościnnie śpiew w utworze „Somewhere” | [ 13 ] |
| Within Temptation – An Acoustic Night at the Theatre | 2009 | gościnnie śpiew w utworze „Somewhere” | [ 14 ] |
| Novembers Doom – Aphotic                             | 2011 | gościnnie śpiew w utworze „What Could Have Been” | [ 15 ] |
| Anathema – Falling Deeper                            | 2011 | gościnnie śpiew w utworze „Everwake” | [ 16 ] |
| Amorphis – Queen Of Time                             | 2018 | gościnnie śpiew w utworze „Amongst Stars” | [ 17 ] |

## Teledyski
| Tytuł                                                             | Rok  | Reżyseria          | Album                  | Źródło |
| ----------------------------------------------------------------- | ---- | ------------------ | ---------------------- | ------ |
| Moonspell - „Scorpion Flower” (gościnnie: Anneke van Giersbergen) | 2008 | Ivan Colic         | Night Eternal          | [ 18 ] |
| „Feel Alive”                                                      | 2011 | Barry Annes        | Everything Is Changing | [ 19 ] |
| „Take Me Home”                                                    | 2012 | Rob Hodselmans     | Everything Is Changing | [ 19 ] |
| „My Mother Said”                                                  | 2013 | Raymond van Olphen | Drive                  | [ 20 ] |
| Amorphis - „Amongst Stars” (gościnnie: Anneke van Giersbergen)    | 2018 | Pekka Hara         | Queen Of Time          | [ 21 ] |

## Filmografia
| Tytuł                                                         | Rok  | Uwagi                                      | Źródło |
| ------------------------------------------------------------- | ---- | ------------------------------------------ | ------ |
| „Soaring Highs and Brutal Lows: The Voices of Women in Metal” | 2015 | film dokumentalny, reżyseria: Mark Harwood | [ 22 ] |